# Centro Brasileiro de Análise e Planejamento
O Centro Brasileiro de Análise e Planejamento (CEBRAP) é uma instituição  de estudos e pesquisas em sociologia, política, filosofia, economia, antropologia e demografia. Está sediado em São Paulo.
Além de promover cursos e seminários e conceder bolsas de pesquisa nas suas áreas de atuação, o Cebrap sedia o Centro de Estudos da Metrópole (CEM), dedicado aos estudos referentes à capital paulista, e  a Comissão de Cidadania e Reprodução (CCR), dedicada a pesquisas nas áreas de saúde pública, sexualidade e direitos reprodutivos no Brasil.
Atualmente, o Centro conta com 160 pesquisadores, entre antropólogos, cientistas políticos, demógrafos, economistas, filósofos, historiadores, juristas e sociólogos, e está organizado em 17 núcleos de pesquisa.

## Histórico
Foi fundado no ano de 1969, por intelectuais, a maioria dos quais professores da Universidade de São Paulo (USP) afastados da universidade pelos atos discricionários do regime instituído após o Golpe Militar de 1964. Financiado pela Fundação Ford, a  injeção inicial de 145 mil dólares, fora uma oferta de Peter Bell, então presidente da fundação  Alguns deles eram remanescentes do grupo de estudos sobre O Capital, que faziam os seus encontros numa casa da rua Bahia, no bairro de Higienópolis, em São Paulo capital.
Posteriormente, o grupo passou a dedicar-se a estudos sobre a realidade do país, com uma postura crítica ao regime de exceção e numa linha ideológica de esquerda. Fizeram parte do grupo inicial de pesquisadores do Centro: Boris Fausto, Cândido Procópio Ferreira de Camargo, Carlos Estevam Martins, Elza Berquó, Fernando Henrique Cardoso, Francisco Weffort, Francisco de Oliveira, José Arthur Giannotti, José Reginaldo Prandi, Juarez Rubens Brandão Lopes, Leôncio Martins Rodrigues, Luciano Martins, Octavio Ianni, Paul Singer e Roberto Schwarz. Temas importantes referentes à sociedade brasileira foram objeto de estudos e debates do CEBRAP destacando-se: distribuição de renda, sociedade civil, democracia. Vários dos componentes do grupo lecionaram em universidades no exterior, consolidando laços acadêmicos com pesquisadores e professores estrangeiros. Posteriormente suas pesquisas passaram a receber financiamentos internacionais. A partir de 1972 e nos cinco anos seguintes, vários dos membros do CEBRAP expressaram-se pelo semanário Opinião, que se constitui em importante fonte de pesquisa sobre os estudos do pensamento social brasileiro da época.

## Publicação
Há mais de trinta anos, o CEBRAP publica a revista Novos Estudos, também disponível pela internet.